# Famille Piper
La famille Piper est une famille de l'aristocratie suédoise, originaire de la ville hanséatique de Lübeck.

## Historique

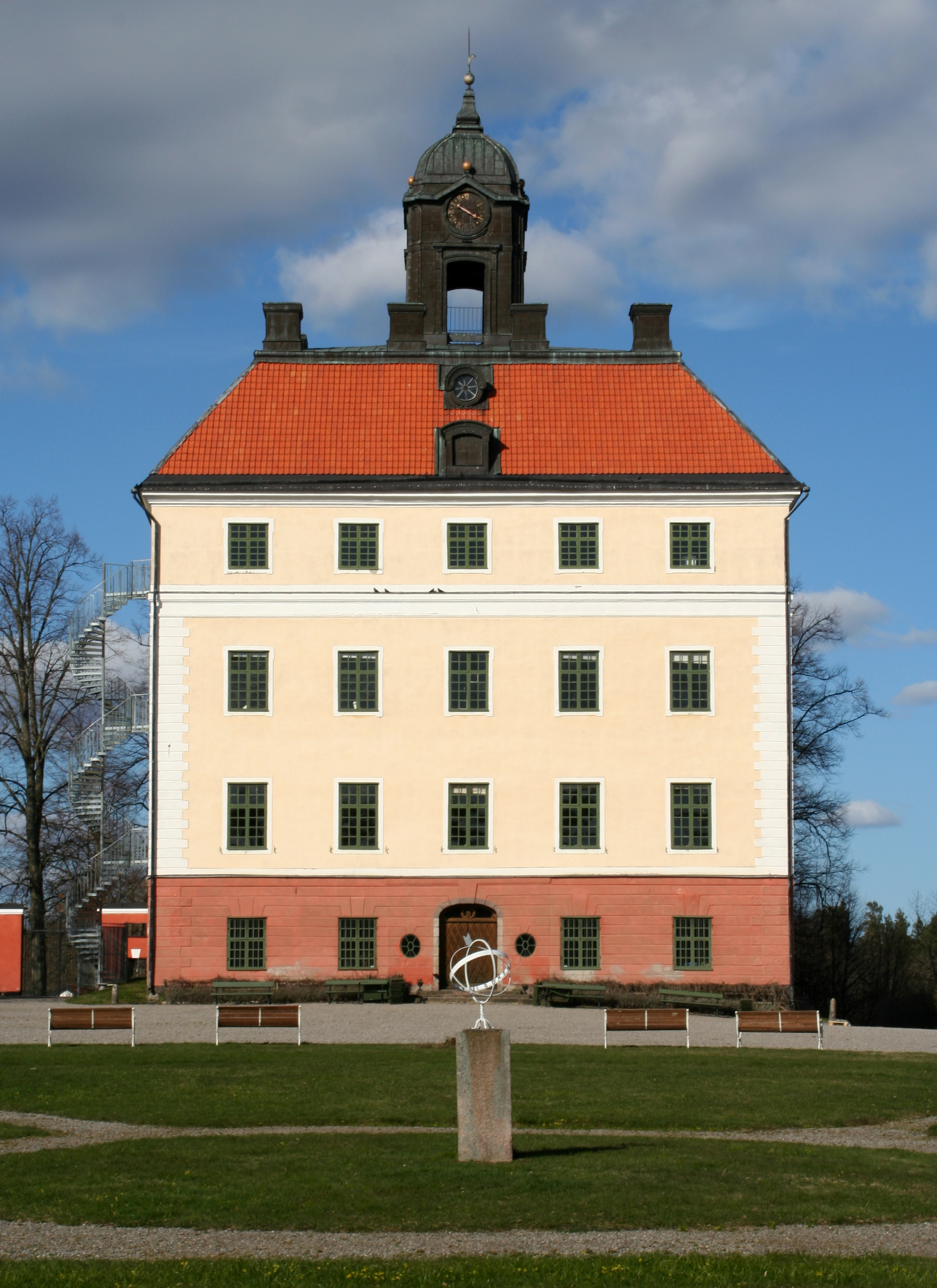
Vue du château d'Ängsö

La famille des comtes Piper descend de Berendt Piper, négociant de Viborg inscrit comme bourgeois de la ville au XVIe siècle qui fait commerce dans la Hanse et à Lübeck. Son petit-fils Carl Piper (1647-1716) devient chancelier, conseiller d'État, et ministre de Suède sous Charles XII et obtient la noblesse en 1679. Il est baron, puis comte en 1713. La famille possède le château d'Andrarum en Scanie. La comtesse Carl Piper, née Christina Törnflycht (1673-1752), fait construire le château de Christinehof entre 1737 et 1740. Les comtes Piper sont propriétaires du château d'Ängsö de 1710 à 1971. Le chef actuel de la maison est le comte Carl Piper, né en 1946, et héritier du majorat (fideicommis) de Christinehof.

## Personnalités
- Carl Piper (1647-1716), ministre
- Gustaf Abraham Piper (1692-1761), major-général
- Carl Fredrik Piper (1700-1770), président du collège des finances (Kammarkollegiet) équivalent au ministère
- Adolf Ludvig Piper, chambellan à la cour, époux de la comtesse Sophie Piper, née Fersen
- Carl Fredrik Piper (1785-1859), fils de la comtesse Sophie Piper, née Fersen
- Charles Emil Piper (1818-1902), diplomate, fils du comte Carl Fredrik Piper

## Domaines
Parmi les domaines et châteaux ayant appartenu ou appartenant à la famille, on peut distinguer :
- Château d'Andrarum
- Château d'Ängsö
- Château de Christinehof
- Château de Marsvinsholm